# Cẩm Phả
Cẩm Phả wymowaⓘ – miasto w Wietnamie, nad Morzem Południowochińskim, w prowincji Quảng Ninh. W 2009 roku liczyło 168 196 mieszkańców.